# Cystowithius florezi
Espèce
Cystowithius florezi est une espèce de pseudoscorpions de la famille des Withiidae.

## Distribution
Cette espèce est endémique du département de Tolima en Colombie. Elle se rencontre vers Ibagué.

## Description
Le mâle holotype mesure 1,94 mm

## Systématique et taxinomie
Cette espèce a été décrite par Romero-Ortiz, Sarmiento et Harvey en 2023.

## Étymologie
Cette espèce est nommée en l'honneur d'Eduardo Flórez Daza. 

## Publication originale
- Romero-Ortiz, Sarmiento & Harvey, 2023 : « A new genus and five new species of pseudoscorpions (Arachnida, Pseudoscorpiones, Withiidae) from Colombia. » ZooKeys, vol. 1184, p. 301–326 (texte intégral).